# Proceratophrys bagnoi
Espèce
Proceratophrys bagnoi est une espèce d'amphibiens de la famille des Odontophrynidae.

## Répartition
Cette espèce est endémique du Goiás au Brésil.

## Description
Les mâles mesurent de 31,4 à 47,2 mm et les femelles de 43,7 à 58,9 mm.

## Étymologie
Cette espèce est nommée en l'honneur de Marcelo Araújo Bagno.

## Publication originale
- Brandão, Caramaschi, Vaz-Silva & Campos, 2013 : Three new species of Proceratophrys Miranda-Ribeiro 1920 from Brazilian Cerrado (Anura, Odontophrynidae). Zootaxa, no 3750, p. 321-347.